# Thise
Thise – miejscowość i gmina we Francji, w regionie Burgundia-Franche-Comté, w departamencie Doubs.
Według danych na rok 1990 gminę zamieszkiwało 2856 osób, a gęstość zaludnienia wynosiła 320 osób/km² (wśród 1786 gmin Franche-Comté Thise plasuje się na 54. miejscu pod względem liczby ludności, natomiast pod względem powierzchni na miejscu 501.).